# Iwan Kompaniec
Iwan Daniłowicz Kompaniec (ros. Иван Данилович Компанец, ukr. Іван Данилович Компанець, ur. 1904 we wsi Nowaja Basań w guberni czernihowskiej, zm. 26 lutego 1969 w Moskwie) – radziecki działacz partyjny i państwowy.

## Życiorys
Od 1927 należał do WKP(b), w latach 1927–1928 był sekretarzem Komitetu Wykonawczego Nowobasańskiej Rady Rejonowej w okręgu czernihowskim, a 1928–1929 kierownikiem Wydziału Kulturalno-Propagandowego Nowobasańskiego Rejonowego Komitetu KP(b)U, 1931–1934 studiował w Niżyńskim Instytucie Pedagogicznym. Po ukończeniu studiów został zastępcą szefa Wydziału Politycznego Bobrowickiej Stanicy Maszynowo-Traktorowej w obwodzie czernihowskim, 1935–1936 był II sekretarzem Siemionowskiego Rejonowego Komitetu KP(b)U w obwodzie czernihowskim, 1936–1938 I sekretarzem Berezniańskiego Rejonowego Komitetu KP(b)U w obwodzie czernihowskim, a od 1938 III sekretarzem Komitetu Obwodowego KP(b)U w Czernihowie. Od lutego do 27 listopada 1939 był II sekretarzem Komitetu Obwodowego KP(b)U w Czernihowie, od 27 listopada 1939 do lutego 1948 I sekretarzem Komitetu Obwodowego KP(b)U w Tarnopolu, od 17 maja 1940 do 16 lutego 1960 członkiem KC KP(b)U/KPU, w latach 1941–1943 pełnomocnikiem Rady Wojennej Frontu Stalingradzkiego/Frontu Dońskiego, a od 26 lutego 1948 do 5 września 1952 I sekretarzem Zakarpackiego Komitetu Obwodowego KP(b)U. W latach 1952–1953 był słuchaczem kursów dokształcających przy KC WKP(b)/KPZR, od 1953 do maja 1956 I sekretarzem Komitetu Obwodowego KPU w Czernihowie, a od maja 1956 do 1967 członkiem Komitetu Kontroli Partyjnej przy KC KPZR, 1967 przeszedł na emeryturę. 7 lutego 1939 został odznaczony Orderem „Znak Honoru”, a w 1945 Orderem Wojny Ojczyźnianej I klasy.